# Corallorhiza trifida
La coralloriza trifida (Corallorhiza trifida Châtel., 1760) è una pianta erbacea appartenente alla famiglia delle Orchidacee.

## Etimologia
Il nome generico (Corallorhiza) deriva da due parole greche: “korallion” (=corallo) e ” rhiza” (=radici) e fa riferimento alle radici rizomatose simili appunto ad un corallo. L'epiteto specifico (trifida) deriva dalla particolare morfologia dei suoi fiori.
Il primo botanico a nominare questa pianta fu A. von Haller (1705 – 1777) nel 1748 con il nome di Corallorhiza innata (nome che servì anche alla creazione del genere). In realtà la denominazione scientifica che s'impose fu quella di Ophrys corallorhiza da parte del botanico e naturalista svedese Carl von Linné  (1707 - 1778) in una pubblicazione del 1755, modificata successivamente in quella attualmente accettata (Corallorhiza trifida), proposta dal botanico Jean Jacques Châtelain (1736–1822) nel 1760.
In lingua tedesca questa pianta si chiama Korallenwurz; in francese si chiama Corallorhize trifide, Racine de corail, Coralline; in lingua inglese questa pianta si chiama Coralroot Orchid.

## Descrizione

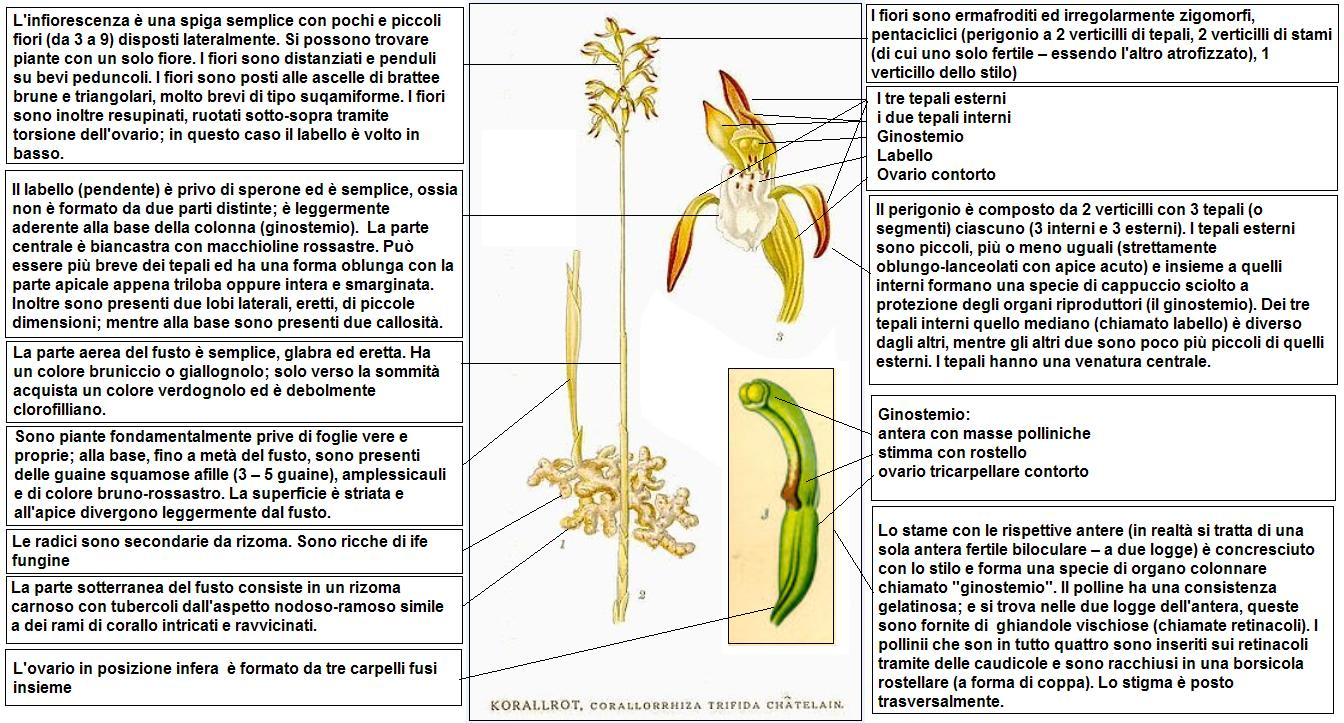
Descrizione delle parti della pianta

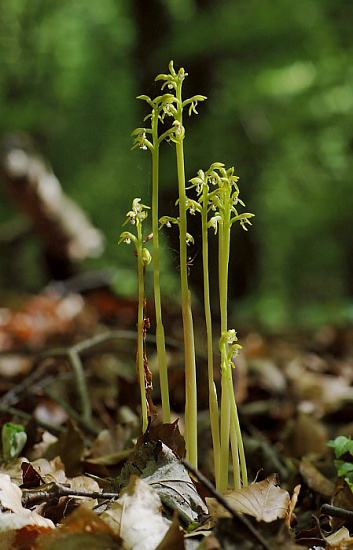
Il portamento

È una pianta erbacea alta 7 – 25 cm. La forma biologica è geofita rizomatosa (G rhiz), ossia sono piante perenni dotate di rizoma, un fusto sotterraneo dal quale, ogni anno, si dipartono radici e fusti aerei.  È un'orchidea terrestre in quanto contrariamente ad altre specie, non è “epifita”, ossia non vive a spese di altri vegetali di maggiori proporzioni.

### Radici
Le radici sono secondarie da rizoma. Queste radici sono ricche di ife fungine (le stesse che servono a far germogliare i semi – vedi “Riproduzione”). Questo particolare tipo di micorriza endotrofica si chiama “micotrofia”.

### Fusto
- Parte ipogea: la parte sotterranea del fusto consiste in un rizoma carnoso con tubercoli dall'aspetto nodoso-ramoso simile a dei rami di corallo intricati e ravvicinati. Diametro dei tubercoli: 2 – 3 mm.
- Parte epigea: la parte aerea del fusto è semplice, glabra ed eretta. Ha un colore bruniccio o giallognolo; solo verso la sommità acquista un colore verdognolo ed è debolmente clorofilliana.

### Foglie
Sono piante fondamentalmente prive di foglie vere e proprie; alla base, fino a metà del fusto, sono presenti delle guaine squamose afille (3 – 5 guaine), amplessicauli e di colore bruno-rossastro. La superficie è striata e all'apice divergono leggermente dal fusto. Dimensione delle guaine: 1 – 6 cm. Questa pianta non avendo foglie verdi (è quindi incapace di produrre sostanze organiche dalla fotosintesi clorofilliana) è fondamentalmente saprofita. La parte verde (e quindi ricca di pigmento fotosintetico) è concentrata soprattutto attorno agli organi riproduttori (ovario) per nutrire i semi fino alla maturazione.

### Infiorescenza

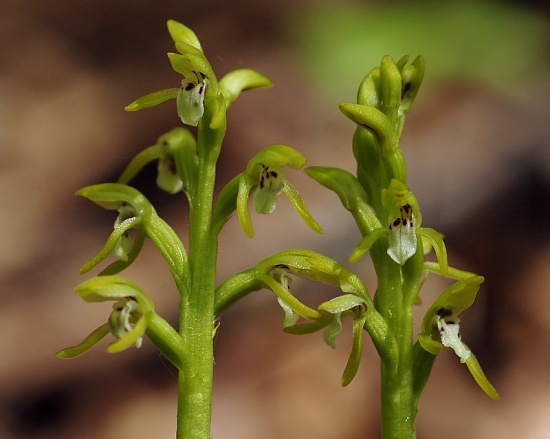
Infiorescenza

L'infiorescenza è una spiga semplice con pochi e piccoli fiori (da 3 a 9) disposti lateralmente. Si possono trovare piante anche con un solo fiore. I fiori sono distanziati e penduli su bevi peduncoli. I fiori sono posti alle ascelle di brattee brune e triangolari, molto brevi (1 mm) di tipo squamiforme. I fiori sono inoltre resupinati, ruotati sottosopra tramite torsione dell'ovario; in questo caso il labello è volto in basso. Dimensione dei peduncoli: 2 mm (massimo 5 mm). Dimensione dell'infiorescenza: 2 – 6 cm.

### Fiore

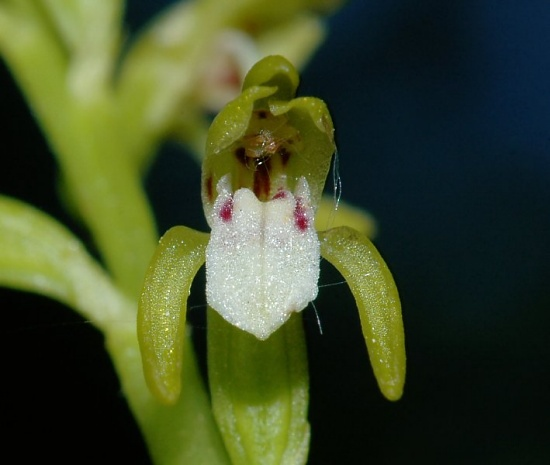
Il fiore

I fiori sono ermafroditi ed irregolarmente zigomorfi, pentaciclici (perigonio a 2 verticilli di tepali, 2 verticilli di stami (di cui uno solo fertile – essendo l'altro atrofizzato), 1 verticillo dello stilo). Il colore dei fiori è verdastro con sfumature bruno-violacee. Dimensione dei fiori: 5 – 7 mm.
- Formula fiorale: per questa pianta viene indicata la seguente formula fiorale:

P 3+3, [A 1, G (3)]
- Perigonio: il perigonio è composto da 2 verticilli con 3 tepali (o segmenti) ciascuno (3 interni e 3 esterni). I tepali esterni sono piccoli, più o meno uguali (strettamente oblungo-lanceolati con apice acuto) e insieme a quelli interni formano una specie di cappuccio sciolto a protezione degli organi riproduttori (il ginostemio). Dei tre tepali interni quello mediano (chiamato labello) è diverso dagli altri, mentre gli altri due sono poco più piccoli di quelli esterni. I tepali hanno una venatura centrale. Dimensione dei tepali esterni: larghezza 1 – 1,5; lunghezza 4 – 6 mm; quelli interni sono lunghi 3 – 5 mm.
- Labello: il labello (pendente) è privo di sperone ed è semplice, ossia non è formato da due parti distinte; è leggermente aderente alla base della colonna (ginostemio).  La parte centrale è biancastra con macchioline rossastre. Può essere più breve dei tepali ed ha una forma oblunga con la parte apicale appena triloba oppure intera e smarginata. Inoltre sono presenti due lobi laterali, eretti, di piccole dimensioni; mentre alla base sono presenti due callosità. Dimensione del labello: larghezza 1,5 mm; lunghezza 2,5 – 3,5 mm. Dimensione dei lobi laterali: larghezza 0,8 mm; lunghezza 1 – 1,5 mm.
- Ginostemio:  lo stame con le rispettive antere (in realtà si tratta di una sola antera fertile biloculare – a due logge) è concresciuto con lo stilo e forma una specie di organo colonnare chiamato "ginostemio"[7]. In queste piante quest'organo è molto breve. Il polline ha una consistenza gelatinosa; si trova nelle due logge dell'antera, queste sono fornite di ghiandole vischiose (chiamate retinacoli). I pollinii che son in tutto quattro sono inseriti sui retinacoli tramite delle caudicole e sono racchiusi in una borsicola rostellare (a forma di coppa). Lo stigma è posto trasversalmente. L'ovario in posizione infera  è formato da tre carpelli fusi insieme[8]. Dimensione dell'ovario: 7 mm. Dimensione del ginostemio: 2,5 – 3 mm.
- Fioritura: da maggio ad agosto.

### Frutti

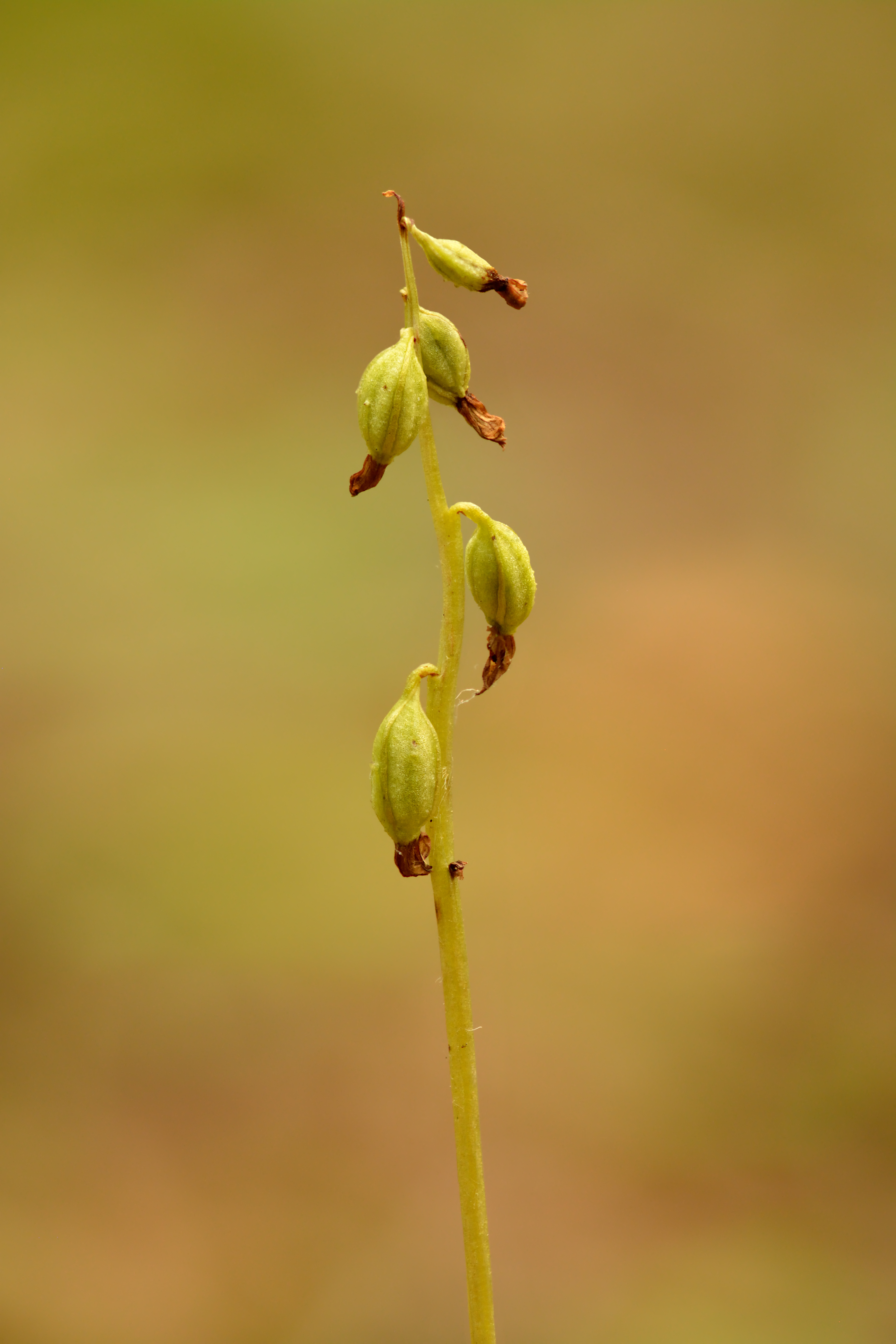
Infruttescenza

Il frutto è una capsula a forma ellissoide.  Al suo interno sono contenuti numerosi minutissimi semi piatti. Questi semi sono privi di endosperma e gli embrioni contenuti in essi sono poco differenziati in quanto formati da poche cellule. Queste piante vivono in stretta simbiosi con micorrize endotrofiche, questo significa che i semi possono svilupparsi solamente dopo essere infettati dalle spore di funghi micorrizici (infestazione di ife fungine). Questo meccanismo è necessario in quanto i semi da soli hanno poche sostanze di riserva per una germinazione in proprio. Dimensione delle capsule: larghezza 5 mm; lunghezza 7 – 9 mm.

## Biologia
La riproduzione di questa pianta avviene prevalentemente per via autogama.
La riproduzione per via sessuata grazie all'impollinazione degli insetti pronubi  (piccoli imenotteri, ditteri  e coleotteri) è più rara.
La germinazione dei semi è condizionata dalla presenza di funghi specifici (i semi sono privi di albume – vedi sopra).

## Distribuzione e habitat

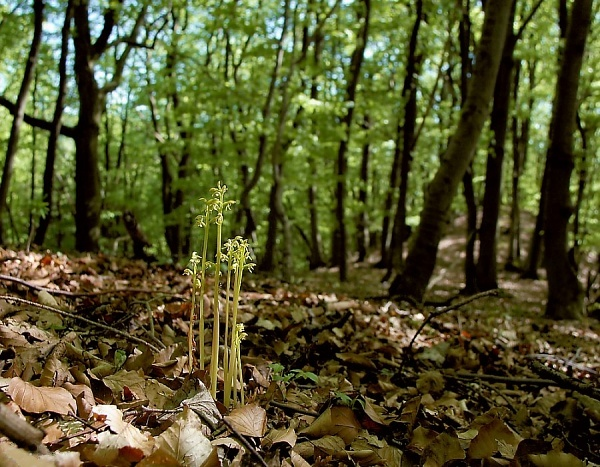
Un habitat tipico

- Geoelemento: il tipo corologico (area di origine) è Circumboreale o più precisamente Eurosiberiano – Nord Americano.
- Distribuzione: è una pianta rara (o rarissima) e in Italia si trova al nord e al centro. A sud si spinge fino all'Avellinese. Sulle Alpi è ovunque presente (anche se rara). Sui vari rilievi europei manca solamente nelle Alpi Dinariche. Si trova anche nell'America del Nord e in Asia.
- Habitat: l'habitat tipico per questa pianta sono i boschi densi ricchi di humus (peccete, abetine e faggete). Il substrato preferito è sia calcareo che siliceo, con pH neutro e con terreno a medi valori nutrizionali e medi valori di umidità.
- Distribuzione altudinale: sui rilievi queste piante si possono trovare dai 1200 fino a 1900 m s.l.m.; frequentano quindi i seguenti piani vegetazionali: montano e subalpino.

### Fitosociologia
Dal punto di vista fitosociologico Corallorhiza trifida appartiene alla seguente comunità vegetale:
Formazione: delle comunità forestali
Classe: Vaccinio-Piceetea excelsae

## Tassonomia
Le Orchidaceae sono una delle famiglie più vaste della divisione tassonomica delle Angiosperme; comprende 788 generi e più di 18500 specie. Il genere cosmopolita Corallorhiza è composto da 10 – 20 specie, delle quali una sola è spontanea dei territori italiani.
Il Sistema Cronquist assegna la famiglia delle Orchidaceae all'ordine Orchidales mentre la moderna classificazione APG la colloca nel nuovo ordine delle Asparagales. Sempre in base alla classificazione APG sono cambiati anche i livelli superiori (vedi tabella iniziale).
Il numero cromosomico di Corallorhiza trifida è: 2n = 38, 40, 42.

### Sinonimi
Corallorhiza trifida ha avuto nel tempo diverse nomenclature. L'elenco che segue indica alcuni tra i sinonimi più frequenti:
- Ophrys corallorhiza L. (1753) (basionimo)
- Corallorhiza innata R.Br. (1813)
- Corallorrhiza corallorrhiza (L.) H. Karst. (1886)
- Epipactis corallorhiza (L.) Crantz (1769)
- Helleborine corallorhiza (L.) F.W.Schmidt (1793)
- Neottia corallorrhiza (L.) Kuntze (1891)

### Specie simili
Questa orchidea può essere confusa con la specie Coeloglossum viride (L.) Hartm. oppure con la specie Chamorchis alpina (L.) Rich. In realtà queste due ultime orchidee sono distinguibili in quanto hanno le foglie: a forma ovata la prima, filiformi la seconda.

## Altre notizie
In alcune aree è una pianta protetta quindi ne è vietata la raccolta.